# Ioan (Vachnjuk)
Ioan (světským jménem: Serhij Hryhorovič Vachnjuk; * 12. února 1968, Kyjev) je ukrajinský duchovní, arcibiskup zolotoniský a vikář čerkaské eparchie.

## Život
Narodil se 12. února 1968 v Kyjevě.
Po střední škole studoval na Kyjevské energetické technické škole a roku 1987 započal povinnou vojenskou službu. Po demobilizaci byl přijat mezi bratry Kyjevskopečerské lávry. Dne 9. června 1991 byl rukopoložen na diákona a 16. června na jereje.
Po vysvěcení se stal představeným chrámu Svaté Trojice v Irklijivu a od ledna 1992 vedl blahočiní Čornobajivského okruhu. Roku 1993 dokončil Kyjevský duchovní seminář a 6. prosince 1994 přijal mnišský postřih se jménem Ioan na počest svatého Jana Mnohostrádajícího. Za dva roky byl povýšen na archimandritu.
Od 8. května 2010 byl představeným monastýru Narození přesvaté Bohorodice v Čerkasy.
Dne 1. dubna 2015 jej Svatý synod Ukrajinské pravoslavné církve zvolil biskupem zolotoniským a vikářem čerkaské eparchie. O dva dny později byl oficiálně jmenován biskupem a 5. dubna proběhla v Kyjevskopečerské lávře jeho biskupská chirotonie. Hlavním světitelem byl metropolita kyjevský a celé Ukrajiny Onufrij (Berezovskyj).
Od 24. června do 17. srpna 2020 dočasně spravoval čerkaskou eparchii. Dne 17. srpna 2021 byl metropolitou Onufrijem povýšen na arcibiskupa.